# 乌德勒支领地
乌德勒支领地是一个存在于1528年到1795年之间的政治实体。1527年，乌德勒支采邑主教将乌德勒支采邑主教区的土地卖给神圣罗马帝国皇帝查理五世 (神圣罗马帝国)，使乌德勒支主教区成为查理五世领地的一部分。宗教改革运动期间，乌德勒支领地的主要信仰自天主教转化为归正宗。乌德勒支领地在八十年战争期间从西属尼德兰独立，是荷兰共和国的前身乌德勒支同盟的成员之一。1795年，随荷兰共和国被法国吞并，乌德勒支领地的建制一并被废除。